# Ekspozycja (powieść)
Ekspozycja – polska powieść kryminalna Remigiusza Mroza wydana w 2015 przez wydawnictwo Filia. Książka jest pierwszym tomem z serii Komisarz Forst. W 2016 autor powieści ogłosił, że sprzedał prawa do zekranizowania historii. 
Książka opowiada o detektywie, Wiktorze Forście, który wraz z dziennikarką, Olgą Szrebską, rozwiązuje tajemnicę śmierci mężczyzny zamordowanego na Giewoncie.

## Fabuła
Wiktor Forst przebywa w górach, gdy niespodziewanie okazuje się, że ktoś dokonał morderstwa i zostawił ciało w widocznym miejscu na Giewoncie. Zbrodniarz nie zostawił jednak żadnych śladów. W zamieszaniu detektyw poznaje dziennikarkę, Olgę Szrebską, wraz z którą zaczyna rozwiązywać zagadkę.

## Odbiór
1 października 2019 powieść zdobyła średnią ocenę 6,89/10 na portalu Lubimy Czytać, przy 7333 ocenach. Użytkownicy strony napisali ponad 1000 opinii o książce. W tym samym czasie powieść zajmowała 62. miejsce w Top100 bestsellerów sklepu Empik w kategorii kryminał, sensacja, thriller. Portal Onet.pl uznał książkę za jedną z najlepszych powieści autora. W 2016 książka zdobyła 9. miejsce w rankingu najchętniej wypożyczanych książek z katowickich bibliotek. 